# Malá vodní elektrárna Hněvkovice
Malá vodní elektrárna Hněvkovice je umístěna při vodní nádrži Hněvkovice. Je součástí vltavské kaskády. Provoz elektrárny je plně automatizován a je dálkově řízen z centrálního dispečinku ve Štěchovicích. Vodní dílo bylo vybudováno v letech 1986–1992 a obsahuje 22,2 mil. m³ vody. 
Jsou zde nainstalovány dvě Kaplanovy turbíny s výkonem 2× 4,8 MW. Elektrárna pracuje, po odečtu odběrů čerpací stanice, v průběžném až pološpičkovém provozu.